# Gary Kulesha
Gary Kulesha, né le 22 août 1954 à Toronto, est un pianiste et compositeur canadien.

## Source
- (en) Cet article est partiellement ou en totalité issu de l’article de Wikipédia en anglais intitulé « Gary Kulesha » (voir la liste des auteurs).